# Renault 22CV
Renault 22CV est l’appellation commerciale d'une automobile de la marque Renault produite de 1913 à 1914. C'est à la fois la dénomination d'une évolution de la Renault 20CV 4 cylindres et d'une évolution de la Renault 18CV 6 cylindres.
- Renault Type DP (1913–1914), 4 cylindres (voir Renault 20CV)
- Renault Type DO (1913), 6 cylindres (voir Renault 18CV)
- Renault Type EE (1914), 6 cylindres